# Rolande Gaillard
Rolande Gaillard, född 1909, död 2006, var en schweizisk feminist.
Hon spelade en framträdande roll i kampanjen för införandet av rösträtt för kvinnor i Schweiz, och var ordförande för Bund Schweizerischer Frauenvereine 1965-1971. 